# 塞济斯菲厄泽
塞济斯菲厄泽（冰島語發音：[ˈseiðɪsfjœrðʏr̥]）是冰岛东部区穆拉辛市镇内的城镇，频临塞济斯峡湾。2020年时人口数量为680人。

## 概况

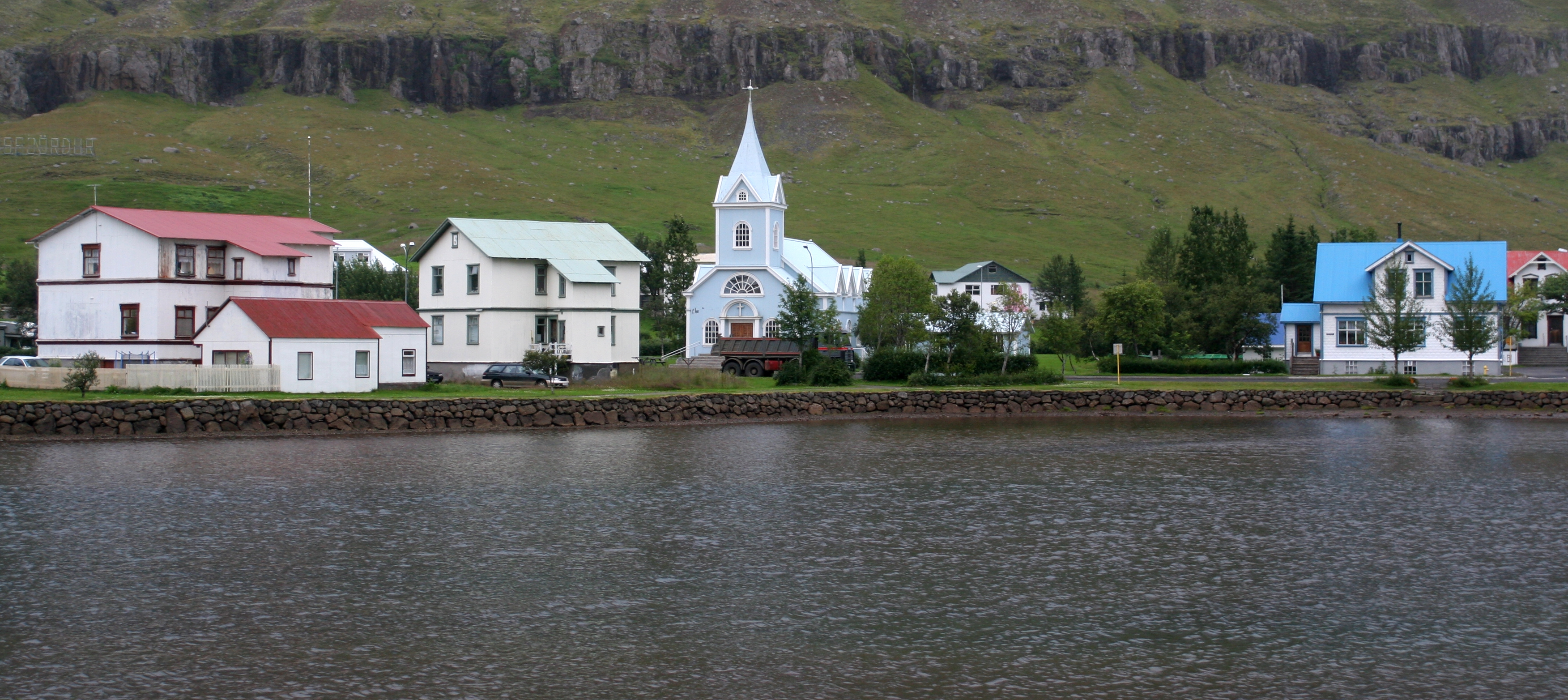
塞济斯菲厄泽

塞济斯菲厄泽四周群山环绕，公路通过菲亚扎荒原（Fjarðarheiði）连接到外面。西面是比约尔弗山（Mt. Bjólfur，1085米），东面是斯特朗达廷德山（Strandartindur，1010米）。
塞济斯菲厄泽镇旧木建筑很出名，镇上有酒店设施、游泳池、图书馆、医院、邮局、卖酒商店和其他零售活动。还有一个充满活力的文化广场和一个艺术中心、一个电信博物馆和在东部冰岛仅有的两个电影院。每年7月有LungA艺术节，世界著名艺术家迪特尔·罗斯（Dieter Roth）在此地有一个住宅和艺术工作室。迪特尔·罗斯学院是斯卡夫特费德（Skaftfell）的文化中心。
河流经过塞济斯菲厄泽镇中心，河的上游有25个瀑布，从城镇中心出发有一条很受欢迎的登山路径。菲亚扎荒原（Fjarðarheiði）是冬季著名的滑雪场地。
离城镇17公里（10.56英里）的东部有斯考拉内斯（Skálanes）自然和文化遗产中心，建有自然保护区，区内拥有不同种类的野生动物，游客也可以探索南边的峡湾。
每个星期有汽车渡船来自丹麦的希茨海尔斯和法罗群岛托尔斯港，到2009年1月，它也开辟了至挪威卑尔根和苏格兰斯克拉布斯特（Scrabster）的航线。

## 体育

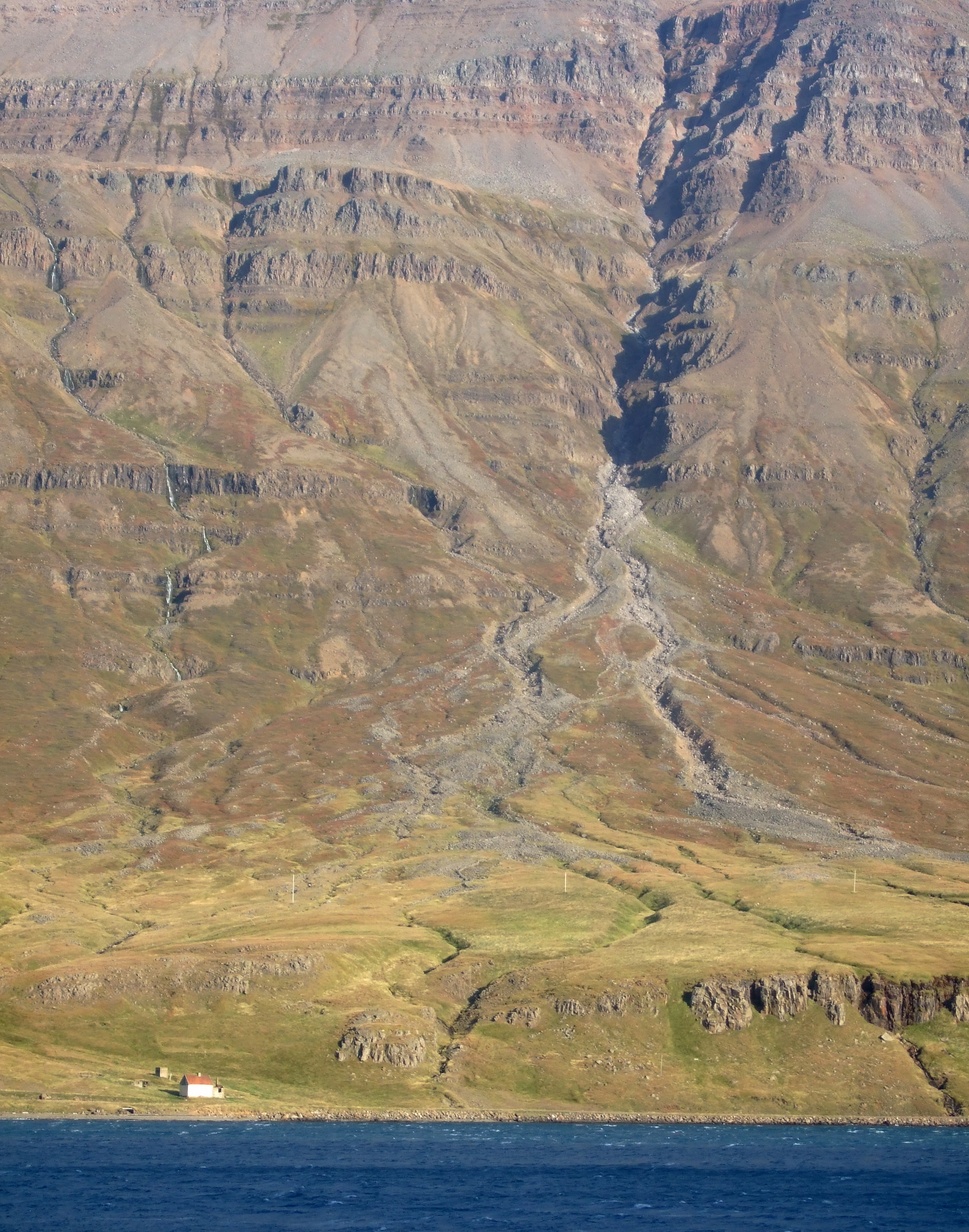
塞济斯菲厄泽附近景观, 2008年

当地有足球俱乐部许金体育俱乐部（Huginn），该俱乐部参加冰島丙組足球聯賽。 

## 国际关系

### 双城镇 — 姊妹城市
- 芬兰万塔
- 格陵兰努克